# Línea G (Montevideo)
La línea G es una línea de ómnibus urbana del área metropolitana de Montevideo. Une la ciudad de La Paz en Canelones con la Terminal de Portones en Montevideo.
Cuenta con un recorrido de 35 kilómetros, siendo una de las líneas urbanas más largas de Montevideo. Es una línea troncal del Corredor Garzón.

## Creación
Fue creada en diciembre de 2012, producto de la inauguración de la Terminal Colón y del Corredor Garzón. Con su creación fueron sustituidas la línea 468 de la Cooperativa de Obreros y Empleados del Transporte, y la línea 130 de la Compañía Uruguaya del Transporte Colectivo. Por tanto, la línea G era operada por ambas compañías y contaba con dos ramales distintos, hasta que en 2020 con la reactivación de los servicios de la línea 130, la línea G quedó únicamente operada por Coetc.
En septiembre de 2021 fue extendido su recorrido, en el marco de la reforma y traslado de la Terminal de ómnibus La Paz, la cual pasó a ubicarse en la Plaza Maimónides, frente al cementerio de La Paz y al Cementerio Israelita, a 1,2 kilómetros del punto anterior, ubicado en el centro de la ciudad.

## Recorridos
| Línea G |

## Primeras y últimas salidas
| G                                    | Días hábiles | Sábados | Domingos |
| ------------------------------------ | ------------ | ------- | -------- |
| Primera salida desde Terminal La Paz | 00:05        | 00:10   | 00:10    |
| Última salida desde Terminal La Paz  | 23:38        | 23:30   | 23:17    |
| Primera salida desde Portones        | 02:37        | 02:37   | 23:41    |
| Última salida desde Portones         | 23:41        | 23:41   | 23:41    |